# フロウ・ブルーで待ってる
『フロウ・ブルーで待ってる』（フロウ・ブルーでまってる）は、江田糸図による日本の漫画。『マガジンポケット』（講談社）にて、2024年9月16日から2025年5月5日まで月曜更新で連載された。

## あらすじ
文武両道でイケメンな小学4年生幾間余波の悩みは、競い合えるライバルがいないこと。競い合う相手を探して新しい習い事を始めても、相手のやる気を失わせてしまう。そんな彼が愛媛から来た野球少年の転校生百合元ゲンジと出会って自分も野球をすることを決め、8年後に甲子園決勝で戦うという約束をした。

## 登場人物
幾間 余波（いくま なごり）
小学4年生。茶髪短髪。運動も勉強も見た目もすべて完璧でそのために競い合えるライバルのいないのが悩みどころ。ゲンジに出会ったところで野球をすることに決めて、8年後に甲子園決勝で戦うという約束をした。
百合元 ゲンジ（ゆりもと ゲンジ）
小学4年生。オレンジ髪短髪。愛媛県から来た野球少年。

## 用語
豊島区立まがも小学校（とよしまくりつまがもしょうがっこう）
余波らが通う小学校。
まがもリトル
余波らが所属する少年野球チーム。

## 反響
日刊SPA!での企画2025年版「この野球マンガがすごい！」1位に選ばれた。

## 書誌情報
- 江田糸図『フロウ・ブルーで待ってる』講談社〈講談社コミックス〉、全4巻
  1. 2024年12月9日発売[3][4]、ISBN 978-4-06-537747-5
  2. 2025年2月7日発売[5]、ISBN 978-4-06-538409-1
  3. 2025年7月9日発売[6]、ISBN 978-4-06-539053-5
  4. 2025年7月9日発売[7]、ISBN 978-4-06-539988-0